# Edukacja polityczna
Edukacja polityczna – procesy oświatowo–wychowawcze skierowane na wykształcenie świadomości postaw i kultury politycznej. Realizowana jest przy pomocy kształcenia pozytywnego nastawienia, w sposób zgodny z regułami pedagogicznymi, odpowiadający potrzebom podmiotów polityki i władzy politycznej.